# Peabody Award

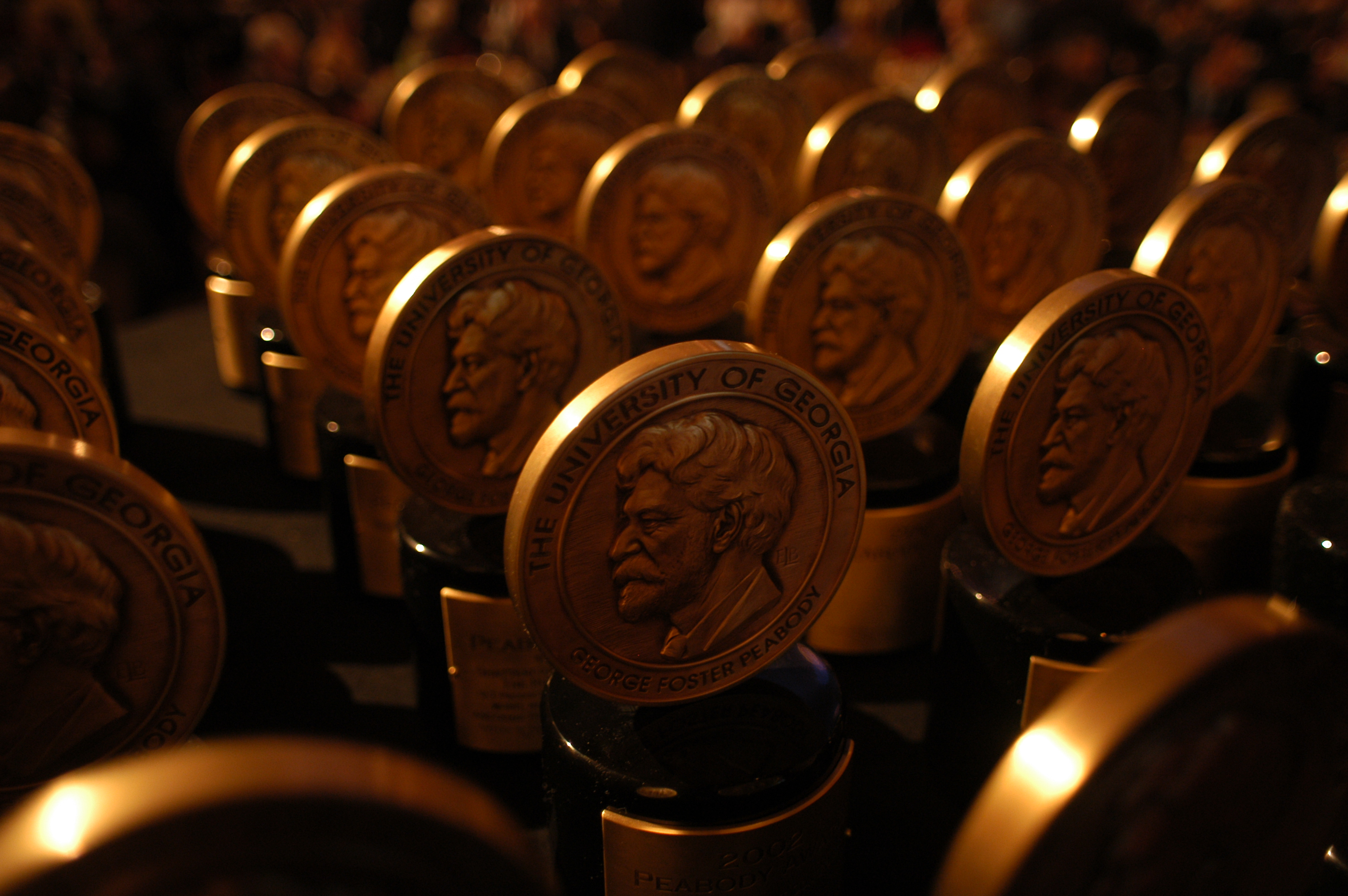
Peabody Awards vor der Verteilung (2003)

Das George-Foster-Peabody-Awards-Programm (oder einfach Peabody Awards), benannt nach dem amerikanischen Geschäftsmann und Philanthropen George Foster Peabody, würdigt hervorragende und anerkennenswerte Leistungen bei amerikanischen Radio- und Fernsehstationen (National Association of Broadcasters), Netzwerken, Online-Medien, Produktionsorganisationen und Einzelpersonen. Die dabei gewürdigten Produktionen werden in sieben Kategorien aufgeteilt: Nachrichten, Dokumentationen, Kinderprogramme, Ausbildung, interaktive Programme und Dienst an der Öffentlichkeit.
Da bei der Auszeichnung eher auf vorzügliche Qualität als auf Popularität oder kommerziellen Erfolg geachtet wird, wird der Peabody jährlich an etwa 25–35 Gewinner (bei mehr als 1000 Einreichungen) vergeben. Da Einreichungen aus mehreren Sparten und Produktionsarten angenommen werden, werden die abgegebenen Produktionen bei Beratungen der Jury nach „herausragender Qualität aus sich selbst heraus“ beurteilt.
Jede Produktion wird daraufhin ausgewertet, ob sie die erforderlichen Maßstäbe erreicht, die innerhalb ihres eigenen Kontextes dargestellt werden. Dabei wählen die jeweiligen Produzenten selbst aus, welche ihrer Produktionen diese Anforderungen erfüllen, um sie dann mit einer Gebühr von 350 US-Dollar (225 US-Dollar für Radio) einzureichen.

## Geschichte
1938 bildete die National Association of Broadcasters einen Ausschuss, der herausragende Leistungen im Hörfunk anerkennen sollte. Ausschussmitglied Lambdin Kay, zu jener Zeit Direktor des öffentlichen Dienstes für WSB (AM) in Atlanta, Georgia, wird das Verdienst zugeschrieben, dass er den Peabody Award erschaffen hat. Benannt wurde dieser nach dem Geschäftsmann und Philanthropen George Foster Peabody, der die Gelder spendete, um die Auszeichnungen zu ermöglichen. Lessie Smithgall, Mitarbeiterin des WSB, machte Lambdin mit John E. Drewry vom Henry W. Grady College of Journalism and Mass Communication der University of Georgia bekannt, der diese Idee unterstützte. Der Peabody Award wurde 1940 gegründet und das Grady College of Journalism dessen fester Sitz.
Die Peabody-Auszeichnungen waren ursprünglich nur für Hörfunk gedacht, wurden jedoch 1948 auch für Fernsehauszeichnungen eingeführt. In den späten 1990er Jahren kamen zusätzliche Kategorien für Produktionen hinzu, die im World Wide Web veröffentlicht wurden. Werke, die ausschließlich für Filmtheatervorführungen geschaffen wurden, werden jedoch nicht zugelassen.

## Peabody Beurteilung
Der Beurteilungsprozess für die Peabody-Auszeichnung ist ungewöhnlich streng. Die Auswertung der mehr als 1.000 Einträge, die normalerweise Anfang Februar eingehen, beginnt mit rund 30 Ausschüssen, die aus mehreren Personen des Kollegiums bzw. Mitarbeitern der University of Georgia sowie ausgewählten Studenten bestehen. Jeder Ausschuss ist beauftragt, sich eine kleine Anzahl von Einreichungen anzusehen bzw. anzuhören und dann schriftliche Empfehlungen an die Peabody-Juroren abzugeben. Die Peabody-Juroren bilden ein 17-köpfiges Gremium aus Gelehrten, Kritikern und Experten der Medienindustrie. Diese Juroren diskutieren bei intensiven Vorgesprächen in Los Angeles und Washington, D.C. ihre eigene Auswahl und die Empfehlungen der Ausschüsse. Schließlich versammelt sich das Gremium Ende März in den Peabody-Büros auf dem Gelände der University of Georgia für endgültige Beratungen und Vorführungen. Jede Produktion wird nach ihrer eigenen inhaltlichen Qualität beurteilt. Das einzige Kriterium ist eine hervorragende Qualität. Die Juroren fragen sich, ob die eingereichte Produktion von Bedeutung ist, ob diese erzählt werden sollte, ob sie uns als Bürger informiert oder dabei hilft, einander besser zu verstehen. Nur einstimmig ausgewählte Werke erhalten Peabody-Auszeichnungen. Bei der Auswahl gibt es keine festgelegte Anzahl an Verleihungen. 2013 gab es mit 46 Prämierungen die meisten Peabody-Preisträger.

## Schlüsselpersonen

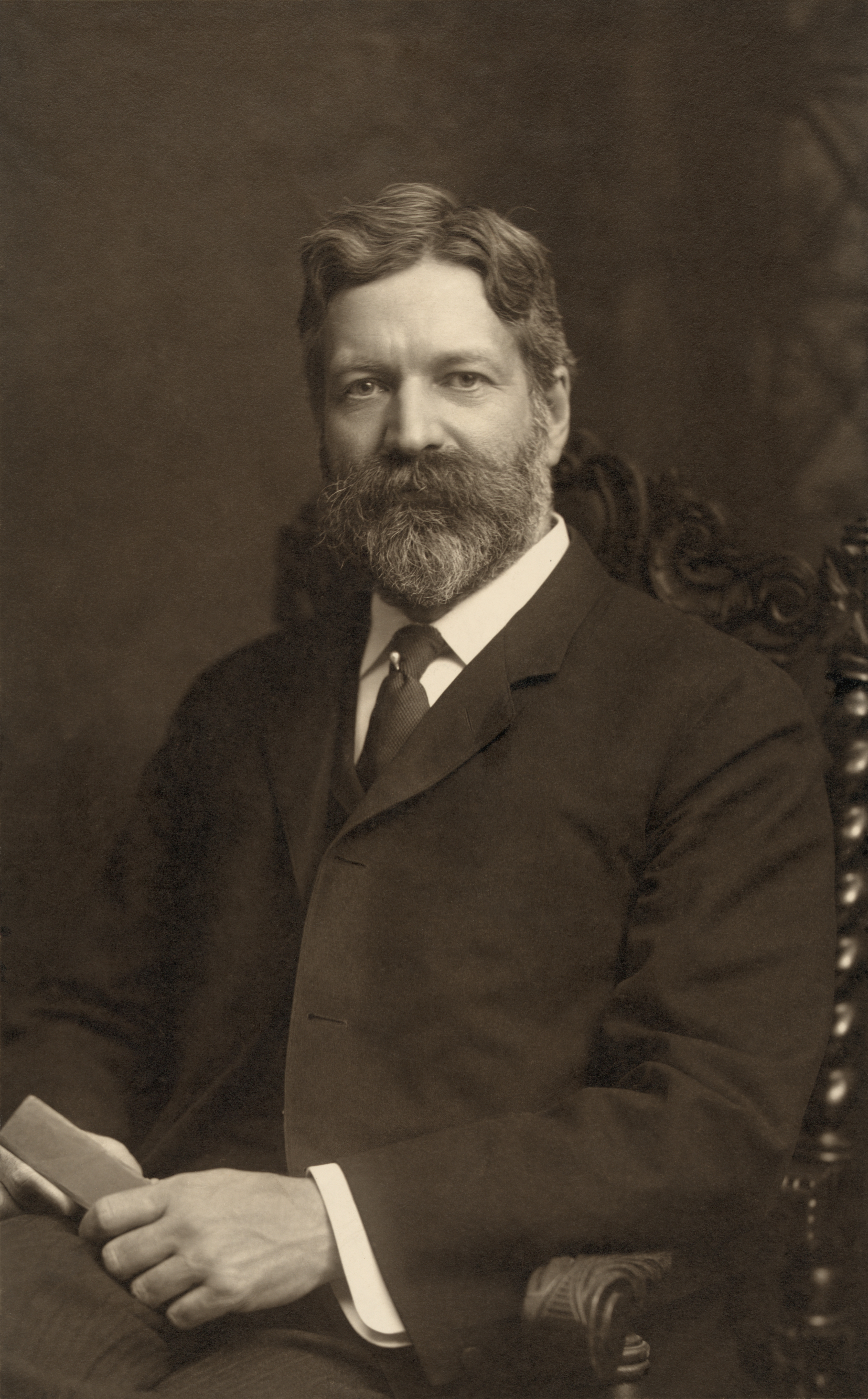
George Foster Peabody, 1907

- George Foster Peabody (1852–1938), Namensgeber der Auszeichnungen, war ein erfolgreicher Anlagebankier, der einen großen Teil seines Vermögens für Bildung und soziale Unternehmen spendete.
- Lambdin Kay war Vorsitzender für Auszeichnungen der Landesvereinigung der Rundfunksender (National Association of Broadcasters), als er gebeten wurde, einen Preis zu schaffen, um die führenden Radioprogramme des Landes zu ehren, wie es der Pulitzer für Druckererzeugnisse bereits tat.
- John E. Drewry (1902–1983) wurde erster Dekan des Henry W. Grady College of Journalism and Mass Communication der University of Georgia, als diese Position 1940 etabliert wurde. Im gleichen Jahr half er Lambdin Kay, die Peabody Awards zu etablieren, um herausragende Qualität im Rundfunk anzuerkennen.
- Worth McDougald (1926–2007) diente als Direktor des George-Foster-Peabody-Auszeichnungsprogramms an der University of Georgia von 1963 bis zu seiner Pensionierung im Jahr 1991.
- Barry Sherman (1952–2000) war Direktor des Programms von 1991 bis zu seinem Tod im Jahr 2000.[13]
- Horace Newcomb hatte den Lambdin-Kay-Vorsitz für die Peabodys von 2001 bis 2013 inne.[1]
- Jeffrey P. Jones wurde im Juli 2013 Nachfolger von Horace Newcomb und ist derzeit Lambdin-Kay-Vorsitzender für die Peabodys im Grady College of Journalism and Mass Communication an der University of Georgia.[14]

## Auszeichnungen, Bekanntmachungen und Zeremonien
Jedes Jahr im Frühling verkünden die Peabody-Veranstalter die Preisträger für die Arbeit des vorangegangenen Jahres. Traditionell werden die Ankündigungen der Sieger durch eine einfache Pressemitteilung und/oder eine Pressekonferenz bekanntgegeben. In den letzten Jahren gaben die Organisatoren jedoch auch im Fernsehen einige Peabody-Empfänger bekannt. Dadurch wollten sie ihre Bemühungen erweitern, die Öffentlichkeit über die Auszeichnungen zu informieren. In einem Beitrag des Fernsehsenders CBS This Morning im April 2014 wurden die Peabody-Gewinner 2013 angekündigt. Im April 2015 wurden die Peabodys des Jahres 2014 über einen 8-Tage-Zeitraum bekanntgegeben, wobei die Empfänger der Unterhaltungsbranche im Fernsehprogramm ABCs von Good Morning America veröffentlicht wurden.
Die formellen Präsentationen der Peabody Awards finden traditionell Ende Mai bzw. Anfang Juni statt und werden in der Regel bei einem Mittagessen in New York City abgehalten. Die Zeremonie für die Empfänger des Jahres 2014 fand jedoch zum ersten Mal während einer nächtlichen Preisverleihung am 31. Mai 2015 statt, die von Fred Armisen veranstaltet wurde. Im Laufe der Jahre waren unter den Gastgebern der Peabody-Zeremonie bekannte Personen, wie Walter Cronkite, Lesley Stahl, Jackie Gleason, Jon Stewart, Morley Safer, Larry King, und Ira Glass. Von 2014 bis 2016 wurden die Peabody Awards auf einem zeitversetzten Band über den Kabel/Satelliten-Kanal Pivot, ausgestrahlt, der die 74. Zeremonie am 21. Juni 2015 übertragen hatte. Die 75. Zeremonie, die am 21. Mai 2016 stattgefunden hatte, wurde von Pivot am 6. Juni 2016 übertragen. Am 2. Juni 2017 wurde ein Fernsehspecial der 76. Annual Peabody Awards Ceremony auf den beiden Sendern PBS und FUSION ausgestrahlt.

## Archiv der Peabody Awards
Die Sammlung der Peabody Awards ist das Aushängeschild der Walter J. Brown Medienarchiv & Peabody Auszeichnungssammlung. Die Archive sind in dem Richard B. Russell Gebäude für Spezialsammlungsbibliotheken untergebracht, das sich in der Nähe des nördlichen Geländes der University of Georgia befindet. Die Mission des Archivs ist, die Filme und das Tonmaterial zu bewahren und zu beschützen, die das kollektive Gedächtnis der Rundfunkübertragungen und die Geschichte des Staates Georgia und seinen Menschen widerspiegeln, sowie den Zugang zum Archiv zu ermöglichen. Die Sammlung enthält fast jeden Eintrag seit der ersten Auszeichnung jeder großen Rundfunkübertragung in den Vereinigten Staaten. Radioeinträge begannen im Jahr 1940 und für das Fernsehen im Jahr 1948, und mindestens 1.000 neue Einträge werden jedes Jahr von lokalen, nationalen und internationalen Produzenten eingereicht. Die Sammlung bietet einen kulturellen Querschnitt des Fernsehens von seinen Anfängen bis in die Gegenwart, mit Nachrichten, Dokumentationen, Unterhaltung, Bildung und Kinderprogrammen. Sobald die Beurteilungen abgeschlossen sind, werden alle Einträge in die Hauptbibliothek gebracht, wo sie eingehend katalogisiert, eingestuft und langfristig konserviert werden.